# Colleyville
Colleyville é uma cidade localizada no estado norte-americano do Texas, no Condado de Tarrant.

## Demografia
Segundo o censo norte-americano de 2000, a sua população era de 19.636 habitantes.
Em 2006, foi estimada uma população de 23.210, um aumento de 3574 (18.2%).

## Geografia
De acordo com o United States Census Bureau tem uma área de 33,9 km², dos quais 33,9 km² cobertos por terra e 0,0 km² cobertos por água. Colleyville localiza-se a aproximadamente 189 m acima do nível do mar.

## Localidades na vizinhança
O diagrama seguinte representa as localidades num raio de 8 km ao redor de Colleyville.